# Кубок Греції з футболу 2023—2024
Кубок Греції 2023-24 — 82-й розіграш Кубка Греції. Титул у двадцяте здобув Панатінаїкос.

## Календар
| Раунд           | Дата                                           | Матчі | Клуби   |
| --------------- | ---------------------------------------------- | ----- | ------- |
| Перший раунд    | 26–30 серпня 2023                              | 20    | 79 → 59 |
| Другий раунд    | 3 вересня 2023                                 | 11    | 59 → 48 |
| Третій раунд    | 13–27 вересня 2023                             | 17    | 48 → 31 |
| Четвертий раунд | 27 вересня – 25 жовтня 2023                    | 8     | 31 → 23 |
| П'ятий раунд    | 7 жовтня – 22 листопада 2023                   | 8     | 24 → 16 |
| 1/8 фіналу      | 5 грудня 2023–10 січня 2024 / 17–18 січня 2024 | 8     | 16 → 8  |
| 1/4 фіналу      | 17–24 січня 2024 / 30–31 січня 2024            | 8     | 8 → 4   |
| 1/2 фіналу      | 13–14 лютого 2024 / 21 лютого–6 березня 2024   | 4     | 4 → 2   |
| Фінал           | 18 травня 2024                                 | 1     | 2 → 1   |

## 1/8 фіналу
Жеребкування відбулось 20 жовтня 2023 року.
| Команда 1                     | Заг.         | Команда 2    | 1-й матч | 2-й матч |
| ----------------------------- | ------------ | ------------ | -------- | -------- |
| 5 грудня 2023 – 18 січня 2024 |              |              |          |          |
| ОФІ                           | 4:2          | Кіфісія      | 3:1      | 1:1      |
| Панатінаїкос                  | 1:1 пен. 7:6 | Олімпіакос   | 1:1      | 0:0      |
| ПАОК                          | 3:0          | Волос        | 1:0      | 2:0      |
| АЕК                           | 1:1 пен. 2:4 | Аріс         | 0:0      | 1:1      |
| Астерас                       | 1:3          | Пансерраїкос | 0:2      | 1:1      |
| Левадіакос                    | 1:2          | Нікі Волос   | 1:1      | 0:1      |
| Панетолікос                   | 5:4          | Каллітея     | 3:2      | 2:2      |
| Лариса                        | 1:5          | Атромітос    | 1:1      | 0:4      |

## 1/4 фіналу
| Команда 1        | Заг. | Команда 2   | 1-й матч | 2-й матч |
| ---------------- | ---- | ----------- | -------- | -------- |
| 17–31 січня 2024 |      |             |          |          |
| Пансерраїкос     | 0:9  | ПАОК        | 0:4      | 0:5      |
| 23–31 січня 2024 |      |             |          |          |
| ОФІ              | 2:5  | Панетолікос | 1:2      | 1:3      |
| 24–30 січня 2024 |      |             |          |          |
| Аріс             | 5:2  | Нікі Волос  | 3:0      | 2:2      |
| 24–31 січня 2024 |      |             |          |          |
| Панатінаїкос     | 3:2  | Атромітос   | 1:2      | 2:0      |

## 1/2 фіналу
| Команда 1                | Заг.         | Команда 2    | 1-й матч | 2-й матч |
| ------------------------ | ------------ | ------------ | -------- | -------- |
| 13 лютого–6 березня 2024 |              |              |          |          |
| Панетолікос              | 0:1          | Аріс         | 0:1      | 0:0      |
| 14–21 лютого 2024        |              |              |          |          |
| ПАОК                     | 2:2 пен. 5:6 | Панатінаїкос | 0:1      | 2:1      |

## Фінал
| 25 травня 2024 20:30 EEST |

| Панатінаїкос      | 1–0      | Аріс |
| ----------------- | -------- | ---- |
| Вагіаннідіс 90+7' | Протокол |      |

| Пантессаліко, Волос Глядачів: Без глядачів Арбітр: Стефані Фраппар (Франція) |